# Церква Покрови Пресвятої Богородиці (Львів, Личаків)
Церква Покрови Пресвятої Богородиці (до 1946 року — Костел Матері Божої Остробрамської, до 1989 —  книгосховище) — культова споруда у Львові, в історичній місцевості Личаків, у формі базиліки із високою вежею-кампанілою. Займає домінуюче становище у східній частині міста. 

## Історія
До другої половини ХІХ століття, на місці нинішньої споруди розташовувалась дерев'яна церква пророка Іллі, що обслуговувала релігійні потреби української громади Кривчиць. У 1870 році вона була передана римо-католицькій громаді, яка початково належала до костелу святого Антонія. Нові власники розібрали стару споруду та на її місці побудували невеликий мурований костел.
У червні 1914 року парафіяни утворили комітет будівництва нового храму. Але планам завадила Перша світова війна. Лише 1927 року, в умовах польської окупації, було виділено земельну ділянку.
1929 року знову організовано комітет будівництва. Проведено конкурс проєктів, у якому взяли участь львівські архітектори Тадей Обмінський, Вавжинець Дайчак і Вітольд Мінкевич, краківські — Франциск Мончинський, Адольф Шишко-Богуш та архітектор з Варшави Оскар Сосновський. До складу журі входили архієпископ Твардовський, проф. Отто Надольський, архітектори Альфред Броневський, Владислав Дердацький, Тадеуш Врубель, Міхал Лужецький. Влітку 1930 року, після кількох засідань, журі конкурсу одноголосно відкинуло усі проєкти, однак доручило Тадею Обмінському виконати детальний план, що базувався на найвдалішому проєкті Адольфа Шишко-Богуша. Організовано виставку конкурсних проєктів.
Будівництво розпочато наступного 1931 року, але в липні 1932 року керівник будівництва Обмінський помер. Продовжував керівництво Вавжинець Дайчак, котрий розробив детальний проєкт, а також частину внутрішнього убранства. Основні будівельні роботи виконала фірма Дайчака, котра також постачала камінь, цеглу, вапно і цемент. Каменярські роботи провадила фірма Отто Дрехера. В оздобленні взяли участь цілий ряд фахівців, зокрема і відома скульпторка — Яніна Райхерт-Тот. 7 жовтня 1934 року костел урочисто освячено і того ж дня передано під опіку оо салезіан. Тим часом будівництво храмового комплексу продовжувалось. 1936 фірмою Карла Швабе в місті Бяла відлито два дзвони. Перший названий «Матір Божа Неустанної Помочі», вагою 1900 кг і другий — «Болеслав» 3100 кг. Завершено спорудження храму лише 1938 року. Будівництво велося стараннями римсько-католицького архієпископа Болеслава Твардовського. Розпочато приготування до спорудження монастирського будинку салезіан із бурсою та ремісничою школою для бездомної та проблемної молоді. Схвалено проєкт архітектора Юліана Духовича, а 20 листопада 1938 року митрополит львівський Болеслав Твардовський освятив наріжний камінь. На початку 1939 року тривала процедура узгодження деталей проєкту і врегулювання питання землі для майбутнього закладу. Фактичному початку будівництва завадила Друга світова війна. 19 жовтня 1939 року радянські війська обстріляли храм. Пошкоджено фасад, дах і вежу. 27 червня 1941 року костел пошкоджено німецькою авіабомбою. Під час німецької окупації проведено ремонтні роботи. 26 листопада 1944 року в криптах костелу відбулось урочисте поховання архієпископа Болеслава Твардовського. До літа 1945 року салезіани покинули обитель, після чого залишився ксьондз Юзеф Ненцек, котрий поступово висилав костельне майно до Кракова. 4 червня 1946 року Ненцек відправив останню службу, після чого вийняв реліквії з вівтаря та виїхав зі Львова. 
Після Другої світової війни костел було закрито і він використовувався як книжковий склад. Головний та бічні вівтарі, сповідальниці, дзвони та інше не вивезене майно втрачено.
У 1989 році, після приходу до влади у Львові демократичних сил, споруда була передана громаді УГКЦ, а у 1992 році храм було освячено як греко-католицьку церкву Покрови Пресвятої Богородиці. На фасаді демонтовано залишки мозаїки у ніші та агіограму «MARYA». Нове оздоблення храму спроєктував професор Львівської академії мистецтв Роман Василик. Разом із В. Качалубою і А. Величком він також виконав ікони до іконостасу.
Наприкінці XX століття поруч, за проєктом Зеновія Підлісного, прибудовано дім Дитячо-юнацького молодіжного центру «Ораторія» святого Домініка Савіо. Спорудою опікуються ченці ордену салезіан східного обряду. В брамі храму встановлені медальйони з барельєфами Андрея Шептицького, Йосифа Сліпого, Петра Могили, Веляміна Йосифа Рутського. У наві, з південно-західного боку, встановлено скульптуру митрополита Андрея Шептицького (автор І. Попович).  
У 2005 році в прибудові храму (старому гаражі) було знайдено бронзовий бюст Лєніна. Його було вирішено переплавити на маленький дзвін.

## Архітектура
Храм розташований на непарній стороні вулиці Личаківської, на підмурованій з боків ділянці. Нава стінно-філярового типу, п'ятипряслова, зорієнтована на осі захід-схід, паралельно до вулиці із головним входом із заходу. До входу провадять монументальні сходи. Додаткове прясло припадає на хори. Короткий презбітерій, замкнутий півциркульною в плані абсидою, примикає зі сходу. Нава, презбітерій і хори мають пласке залізобетонне перекриття із ребрами жорсткості у вигляді поздовжних і поперечних балок, які створюють враження кесонованої стелі. Абсида перекрита конховим склепінням. До східної частини нави з обидвох боків симетрично примикають господарські приміщення, в яких також розміщено сходові клітки. Зовнішнім виглядом храм нагадує старохристиянську базиліку. Незвичною для архітектури Львова є дзвіниця заввишки до 60 метрів, збудована на зразок флорентійських кампаніл.

## Світлини

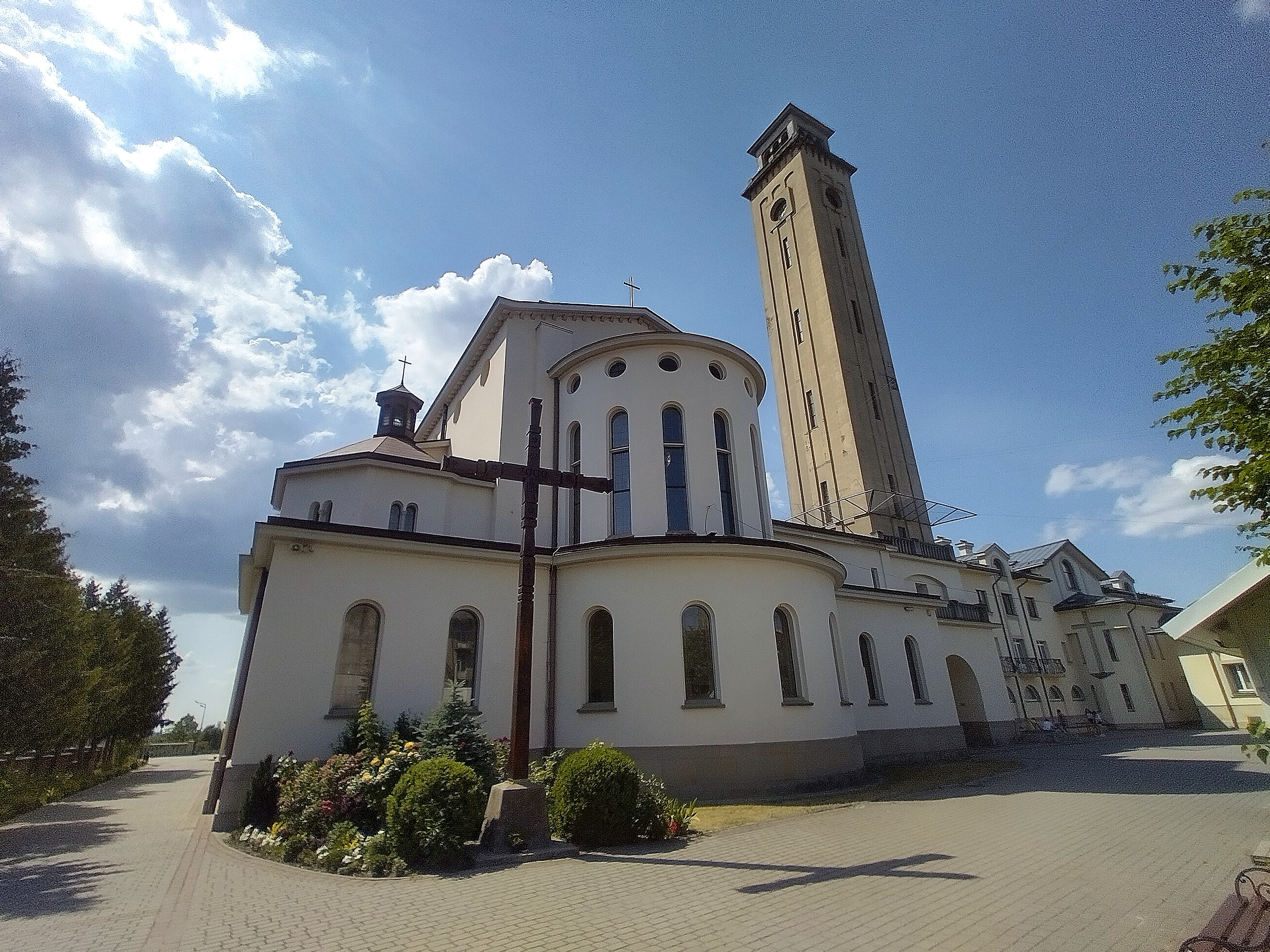
Панорамний вид церкви
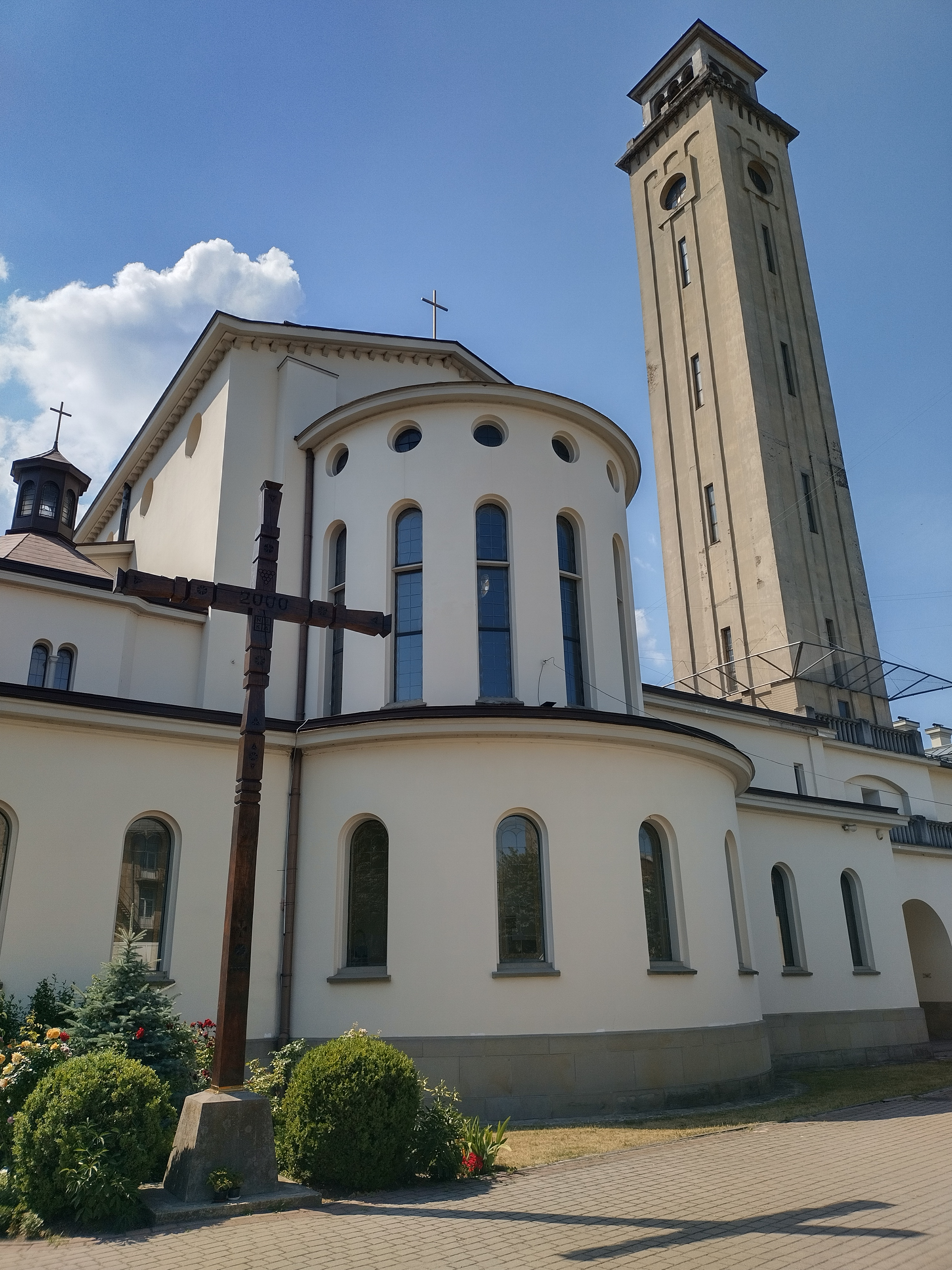
Дзвіниця вежа-кампаніла
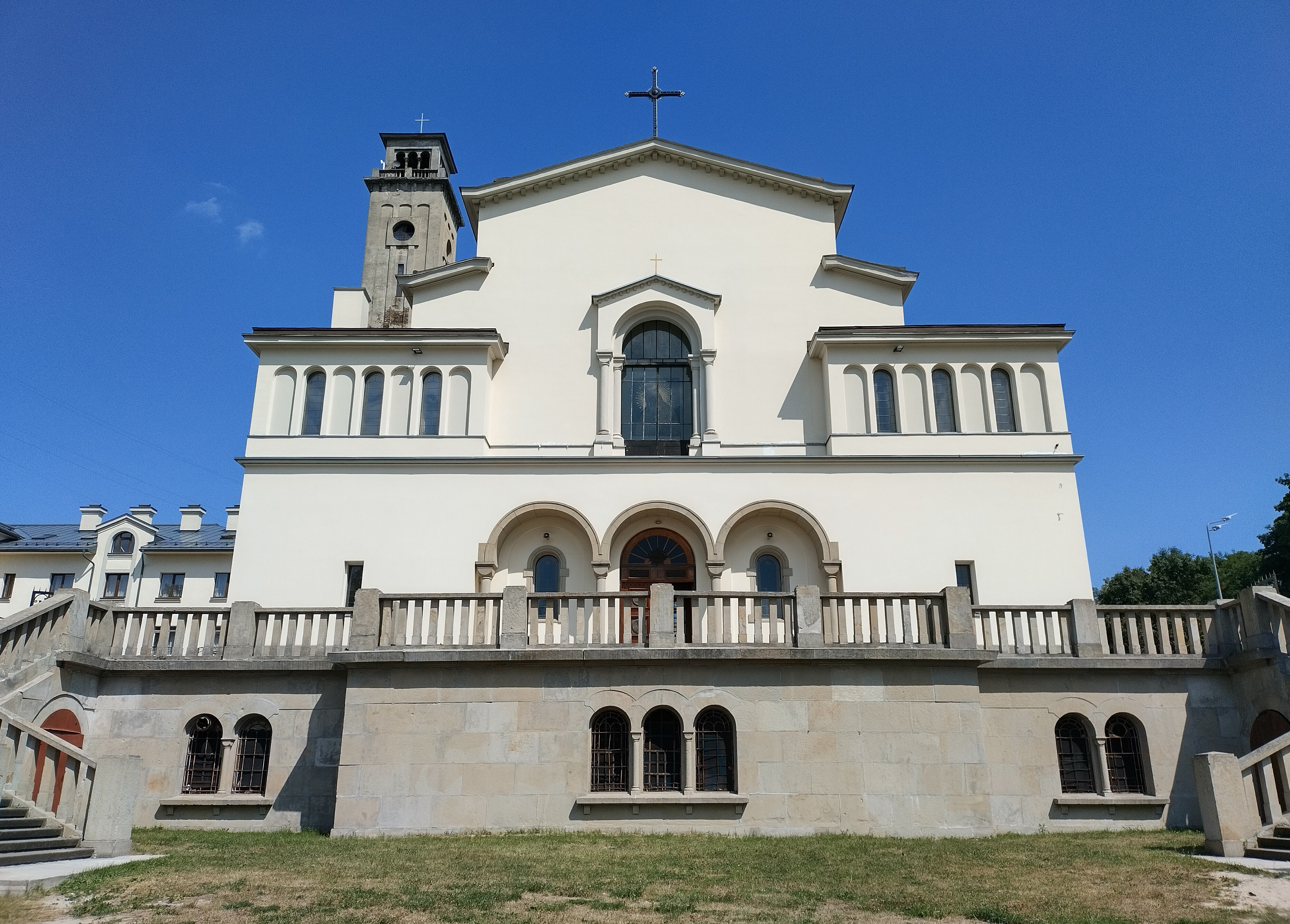
Головний фасад церкви зі сходами

## Зауваги
1. ↑  Інші довоєнного оснащення храму початково зберігалось частинами у Перемишлі і Кракові, а пізніше перевезене до нижчої духовної семінарії салезіан у Маршалках. Церковний архів 1988 року перевезено до салезіанського інспекторіуму у Кракові. Образ головного вівтаря зберігається у костелі Найсвятішого Серця Ісусового у Вроцлаві.